# Olympische Winterspiele 1948/Teilnehmer (Schweden)
| Gelbes Symbol für Goldmedaillen mit stilisierten Olympischen Ringen | Graues Symbol für Silbermedaillen mit stilisierten Olympischen Ringen | Braundes Symbol für Bronzemedaillen mit stilisierten Olympischen Ringen |
| ------------------------------------------------------------------- | --------------------------------------------------------------------- | ----------------------------------------------------------------------- |
| 4                                                                   | 3                                                                     | 3                                                                       |

Schweden nahm an den V. Olympischen Winterspielen 1948 in St. Moritz mit einer Delegation von 43 Athleten, davon eine Frau, teil.
| Eishockey                         | Kurt Svanberg Arne Johansson Stig Emanuel Andersson Åke Gustav Andersson Stig Johannes Carlsson Rolf Georg Ericsson Aake Ericson John Svante Granlund Rune Arnold Johansson Anders Gunnar Landelius Claes Lindström Lars Ljungman Holger Nurmela Bror Pettersson Rolf Harry Pettersson Sven Thunman | –                  | 4      |           |  |  |  |
| Eisschnelllauf                    | Mats Bolmstedt | 500 m              | 10     |           |  |  |  |
| Eisschnelllauf                    | Mats Bolmstedt | 1500 m             | 17     |           |  |  |  |
| Eisschnelllauf                    | Rune Hammarström | 5000 m             | 16     |           |  |  |  |
| Eisschnelllauf                    | Rune Hammarström | 10.000 m           | 9      |           |  |  |  |
| Eisschnelllauf                    | Göthe Hedlund | 500 m              | 20     |           |  |  |  |
| Eisschnelllauf                    | Göthe Hedlund | 1500 m             | 8      |           |  |  |  |
| Eisschnelllauf                    | Göthe Hedlund | 5000 m             | Bronze |           |  |  |  |
| Eisschnelllauf                    | Göthe Hedlund | 10.000 m           | dnf    |           |  |  |  |
| Eisschnelllauf                    | Halle Janemar | 500 m              | 11     |           |  |  |  |
| Eisschnelllauf                    | Harry Jansson | 1500 m             | 5      |           |  |  |  |
| Eisschnelllauf                    | Harry Jansson | 5000 m             | 4      |           |  |  |  |
| Eisschnelllauf                    | Harry Jansson | 10.000 m           | 8      |           |  |  |  |
| Eisschnelllauf                    | Åke Seyffarth | 500 m              | 11     |           |  |  |  |
| Eisschnelllauf                    | Åke Seyffarth | 1500 m             | Silber |           |  |  |  |
| Eisschnelllauf                    | Åke Seyffarth | 5000 m             | 7      |           |  |  |  |
| Eisschnelllauf                    | Åke Seyffarth | 10.000 m           | Gold   |           |  |  |  |
| Ski Alpin                         | Olle Dalman | Abfahrt            | 41     |           |  |  |  |
| Ski Alpin                         | Olle Dalman | Kombination        | dnf    |           |  |  |  |
| Ski Alpin                         | Olle Dalman | Slalom             | 5      |           |  |  |  |
| Ski Alpin                         | Hans Hansson | Abfahrt            | 10     |           |  |  |  |
| Ski Alpin                         | Hans Hansson | Kombination        | 6      |           |  |  |  |
| Ski Alpin                         | Hans Hansson | Slalom             | 11     |           |  |  |  |
| Ski Alpin                         | Sixten Isberg | Abfahrt            | 30     |           |  |  |  |
| Ski Alpin                         | Sixten Isberg | Slalom             | 10     |           |  |  |  |
| Ski Alpin                         | Åke Nilsson | Abfahrt            | 38     |           |  |  |  |
| Ski Alpin                         | Åke Nilsson | Kombination        | 19     |           |  |  |  |
| Ski Alpin                         | Åke Nilsson | Slalom             | dnf    |           |  |  |  |
| Ski Alpin                         | Stig Sollander | Abfahrt            | 40     |           |  |  |  |
| Ski Alpin                         | Stig Sollander | Kombination        | dnf    |           |  |  |  |
| Ski Nordisch                      | Nils Östensson Nils Täpp Gunnar Eriksson Martin Lundström | 4 × 10 km Langlauf | Gold   |           |  |  |  |
| Ski Nordisch                      | Erik Elmsäter | 18-km-Langlauf     | 19     |           |  |  |  |
| Ski Nordisch                      | Erik Elmsäter | Kombination        | 9      |           |  |  |  |
| Ski Nordisch                      | Harald Eriksson | 50-km-Langlauf     | Silber |           |  |  |  |
| Ski Nordisch                      | Gunnar Eriksson | 18-km-Langlauf     | Bronze |           |  |  |  |
| Ski Nordisch                      | Clas Haraldsson | 18-km-Langlauf     | 33     |           |  |  |  |
| Ski Nordisch                      | Clas Haraldsson | Kombination        | 10     |           |  |  |  |
| Ski Nordisch                      | Vilhelm Hellman | Spezialsprunglauf  | 14     |           |  |  |  |
| Ski Nordisch                      | Arthur Herrdin | 50-km-Langlauf     | dnf    |           |  |  |  |
| Ski Nordisch                      | Sven Israelsson | 50-km-Langlauf     | 16     |           |  |  |  |
| Ski Nordisch                      | Sven Israelsson | Kombination        | Bronze |           |  |  |  |
| Ski Nordisch                      | Evert Karlsson | Spezialsprunglauf  | 11     |           |  |  |  |
| Ski Nordisch                      | Nils Karlsson | 18-km-Langlauf     | 5      |           |  |  |  |
| Ski Nordisch                      | Nils Karlsson | 50-km-Langlauf     | Gold   |           |  |  |  |
| Ski Nordisch                      | Erik Lindström | Spezialsprunglauf  | dnf    |           |  |  |  |
| Ski Nordisch                      | Nils Lundh | Spezialsprunglauf  | 40     |           |  |  |  |
| Ski Nordisch                      | Martin Lundström | 18-km-Langlauf     | Gold   |           |  |  |  |
| Ski Nordisch                      | Nils Östensson | 18-km-Langlauf     | Silber |           |  |  |  |
| Ski Nordisch                      | Anders Törnkvist | 50-km-Langlauf     | 5      |           |  |  |  |
|                                   | |                    |        |           |  |  |  |
| Weibliche Teilnehmer aus Schweden | |                    |        |           |  |  |  |
| Sportart                          | Sportler | Disziplin          | Platz  | Bemerkung |  |  |  |
| Ski Alpin                         | May Nilsson | Abfahrt            | 18     |           |  |  |  |
| Ski Alpin                         | May Nilsson | Kombination        | 15     |           |  |  |  |
| Ski Alpin                         | May Nilsson | Slalom             | 10     |           |  |  |  |